# 존 엔사인
존 에릭 엔사인(John Eric Ensign, 1958년 3월 25일 ~ )은 미국의 정치인으로 미국 네바다주 연방상원의원이다.

## 학력
- 오리건 주립 대학교 이학사
- 콜로라도 주립 대학교 수의학 박사

## 경력
- 1995.01 ~ 1999.01 미국 네바다 제1선거구 연방하원의원
- 2001.01 ~ 2011.05 미국 네바다 연방상원의원
- 2007.01 ~ 2009.01 전국 공화당 상원위원회 의장

## 역대 선거 결과
| 선거명      | 직책명                      | 대수  | 정당   | 득표율 | 득표수    | 결과 | 당락                   |
| ----------- | --------------------------- | ----- | ------ | ------ | --------- | ---- | ---------------------- |
| 1994년 선거 | 하원의원 (네바다 제1선거구) | 104대 | 공화당 | 48.48% | 73,769표  | 1위  | 네바다주 하원의원 당선 |
| 1996년 선거 | 하원의원 (네바다 제1선거구) | 105대 | 공화당 | 50.10% | 86,472표  | 1위  | 네바다주 하원의원 당선 |
| 1998년 선거 | 상원의원 (네바다 제3부)     | 106대 | 공화당 | 47.78% | 208,222표 | 2위  | 낙선                   |
| 2000년 선거 | 상원의원 (네바다 제1부)     | 107대 | 공화당 | 55.09% | 330,687표 | 1위  | 네바다주 상원의원 당선 |
| 2006년 선거 | 상원의원 (네바다 제1부)     | 110대 | 공화당 | 55.36% | 322,501표 | 1위  | 네바다주 상원의원 당선 |